# 몰록

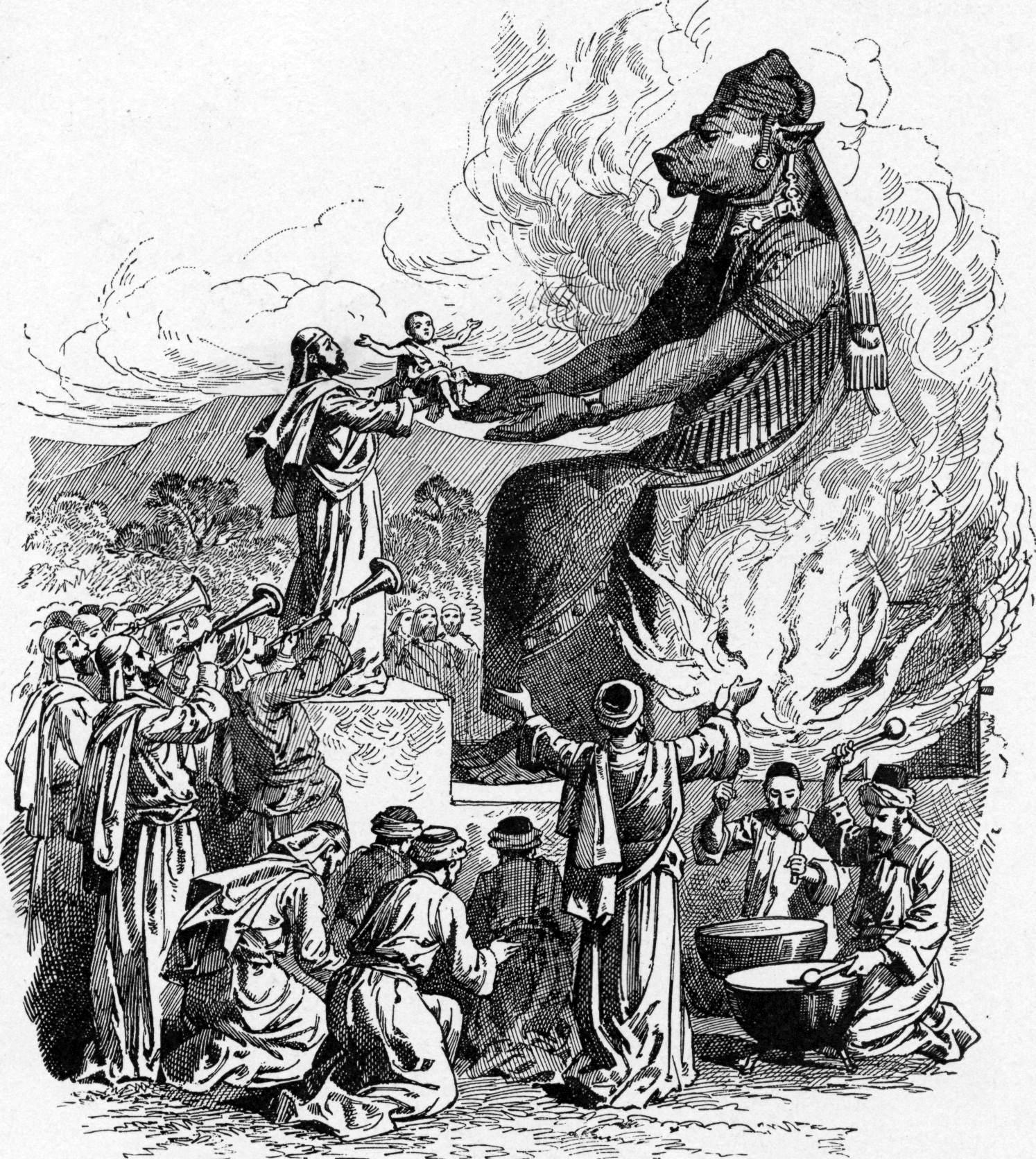
몰록 숭배 의식.

몰록(고대 그리스어: Μόλοχ), 또는 몰렉(히브리어: מֹלֶךְ)은 고대 근동의 신이다. 가나안과 페니키아에서 숭배되었으며, 북아프리카 및 레반트 문화와 연관이 있다. 바빌로니아 지방에서는 명계의 왕으로, 가나안에서는 태양과 천곡의 신으로 알려졌다.
소의 머리를 가지고 있으며, 어린아이를 불태워 바치는 인신공양 제의가 행해졌다고 한다. 신명기와 레위기에서 몰록이 언급되며, 유대교 및 기독교에서는 이방신 우상으로 취급되었다.

## 같이 보기
- 우상숭배
- 라미아 (신화)